# Euros Lyn
Euros Lyn (ˈeɪrɒs ˈlɪn; Cardiff, 1971) è un regista britannico, attivo soprattutto in campo televisivo.

## Biografia
Nato e cresciuto in Galles, ha studiato teatro alla Victoria University of Manchester. È sposato dal 2015 col suo compagno Craig Hughes.
Ha esordito dirigendo programmi per l'emittente gallese S4C. È stato poi uno dei registi regolari del revival della serie televisiva britannica Doctor Who dalla prima alla quarta stagione, vincendo un BAFTA Cymru Award per la regia dell'episodio Le ombre assassine. Sempre nell'universo di Doctor Who, ha diretto tutti gli episodi della terza stagione dello spin-off Torchwood. Ha vinto un altro BAFTA per la regia del secondo episodio di Sherlock, con Benedict Cumberbatch e Martin Freeman. Ha diretto anche l'episodio 15 milioni di celebrità della serie antologica di Channel 4 Black Mirror.
Nel 2015, Lyn riceve il premio onorario Siân Phillips ai BAFTA Cymru Awards per i suoi contributi all'industria del cinema gallese. Nel 2020 ha diretto il film con Toni Collette Dream Horse, presentato al Sundance Film Festival 2020.

## Filmografia

### Cinema
- Diwrnod Hollol Mindblowing Heddiw (2000)
- Y Llyfrgell (2016)
- Dream Horse (2020)

### Televisione
- Belonging – serie TV, 4 episodi (2000)
- Mente omicida (A Mind to Kill) – serie TV, episodio 5x04 (2002)
- Casualty – serie TV, 4 episodi (2002-2003)
- Cutting It – serie TV, episodio 3x04 (2004)
- Doctor Who – serie TV, 11 episodi (2005-2010)
- All About George – serie TV, episodi 1x02-1x03 (2005)
- Jane Hall – serie TV, episodi 1x04-1x05-1x06 (2005)
- L'ispettore Gently (George Gently) – serie TV, episodio 1x00 (2007)
- Fairy Tales – serie TV, episodio 1x04 (2008)
- Torchwood – serie TV, 5 episodi (2009)
- Sherlock – serie TV, episodio 1x02 (2010)
- Su e giù per le scale (Upstairs Downstairs) – serie TV, episodi 1x01-1x02 (2010)
- Black Mirror – serie TV, episodio 1x02 (2011)
- Last Tango in Halifax – serie TV, 6 episodi (2012-2013)
- Broadchurch – serie TV, episodi 1x03-1x04-1x05 (2013)
- Happy Valley – serie TV, episodi 1x01-1x02-1x03 (2014)
- Gracepoint – miniserie TV, episodi 1x09-1x10 (2014)
- Cucumber – miniserie TV, episodi 1x07-1x08 (2015)
- Daredevil – serie TV, episodi 1x12-2x12 (2015-2016)
- Capital – miniserie TV, episodi 1x07-1x08 (2015)
- Damilola, Our Loved Boy – film TV (2016)
- Kiri – miniserie TV, 4 episodi (2017)
- His Dark Materials - Queste oscure materie (His Dark Materials) – serie TV, episodio 1x06 (2019)
- Heartstopper – serie TV, 16 episodi (2022-in corso)